# Brøndbyskoven
Brøndbyskoven er en skov ved Brøndbyøster i Brøndby Kommune. Skoven er anlagt fra 1952 på Engtoftegårds jorder og siden udvidet både øst for Brøndbyøstervej (Østskoven og Bakkeskoven) og nord for Park Allé (Nordskoven).

Efter beslutningen om etablering af Brøndbyskoven blev de første træer plantet i 1952, og beplantningen foregik løbende frem til 1960
.
Siden da har skoven udviklet sig til et af de storkøbenhavnske åndehuller på Vestegnen. Skovbevoksningen er en blanding af løvtræer og nåletræer kombineret med tilvækst af en begyndende underskovsbevoksning. Der foretages løbende udtynding for at sikre mere lys til skovbunden for at styrke underskoven og fremvækst af nye træer, der kan øge variationen af bevoksningen samt det tilknyttede dyre- og fugleliv.
Da anlæggelsen af Brøndbyskoven blev indledt for mere end 70 år siden, var det ideen at tilføre det flade landskab på Vestegnen nogle af de landskabskvaliteter, som er så mangfoldige i det nordsjællandske landskab. Formålet var således først og fremmest at anlægge en lystskov som kunne anvendes til gavn for de mange tilflyttere, der var på vej til de tusindvis af nye boliger, der var under opførelse i Brøndby Kommune.
Lige siden anlæggelsen af skoven har der været løbende diskussion af formålet med skoven, og ønskerne har strakt sig fra en endnu større fokus på lystskov-aspekter med ønsker om højere grad af fremtidig parklignede udvikling til ønsker om et større fokus på udvikling af egentlig produktionsskov. I de efterfølgende skovrejsningsprojekter, der er tilknyttet Brøndbyskoven, er der taget højde for flere af disse aspekter.